# Lumen
Il lumen (simbolo: lm) è l'unità di misura del flusso luminoso.
In passato il lumen era un'unità di misura derivata, definita tramite la candela, che è l'unità di intensità luminosa ossia il flusso luminoso visibile emesso da una sorgente per unità di angolo solido misurato in steradianti. La candela ha subìto diversi aggiornamenti della sua definizione passando da quella del 1967-1969 (emissione luminosa per unità di angolo solido in direzione perpendicolare a una superficie di area 1/60 di cm2 di Platino alla temperatura di fusione) a quella più recente (emissione luminosa, in una determinata direzione, di una sorgente di radiazione monocromatica di frequenza 540×1012 Hz con una intensità luminosa in questa direzione di 1/683 di Watt per steradiante).

Com'è noto dalla matematica la superficie di una sfera di raggio {\displaystyle r} è {\displaystyle 4\pi r^{2}}, da cui l'angolo solido totale (in tutte le direzioni) nello spazio tridimensionale è {\displaystyle 4\pi }. Pertanto una sorgente isotropa emetterà luce in maniera uniforme in tutte le direzioni ricoprendo un angolo solido di {\displaystyle 4\pi } steradianti. Se la sua intensità luminosa è di 1 candela allora il suo flusso luminoso totale sarà {\displaystyle 4\pi } lumen.
Nell'aggiornamento delle unità di misura e costanti fondamentali della fisica del Sistema Internazionale (SI) pubblicato nel 2020 il lumen viene definito esattamente dalla relazione 683 lm = 1 W di potenza di radiazione luminosa monocromatica di frequenza di 540 × 1012 Hz. La costante 683 rientra ora tra le sette costanti del SI. Quindi il lumen non viene più definito tramite l'unità di intensità luminosa candela (è stata abrogata la risoluzione del SI del 1979 che definiva la candela), ma è la candela che viene definita tramite il lumen. La frequenza di 540 × 1012 Hz corrisponde a una lunghezza d'onda nel vuoto di 555,1712 nm, assai spesso arrotondata per brevità a 555 nm.
Il flusso luminoso visibile, misurato appunto in lumen, è pesato secondo la curva di sensibilità dell'occhio umano al variare delle lunghezze d'onda della radiazione luminosa ossia i diversi colori (vedere alla voce candela la sezione su curva di sensibilità). Questa curva è definita e adottata a livello internazionale ed è rappresentata da una funzione {\displaystyle V(\lambda )} dove {\displaystyle \lambda } è la lunghezza d'onda. Per convenzione il massimo di {\displaystyle V(\lambda )} è 1 per {\displaystyle \lambda } = 555 nm, che è la lunghezza d'onda a cui l'occhio presenta la massima sensibilità e che è percepita come un colore verde. Per altre lunghezze d'onda
{\displaystyle V(\lambda )} è minore di 1 e scende a valori molto bassi (inferiori a 0,005) per {\displaystyle \lambda } < 420 nm e per {\displaystyle \lambda } > 700 nm. La relazione tra flusso luminoso in lumen e potenza luminosa in Watt è espressa dalla relazione
{\displaystyle \phi _{v}=683\int _{0}^{\infty }\phi _{e}(\lambda )V(\lambda )\,d\lambda }   [in lumen]
dove {\displaystyle \phi _{e}(\lambda )} è la distribuzione spettrale in potenza della sorgente luminosa con potenza complessiva P
{\displaystyle P=\int _{0}^{\infty }\phi _{e}(\lambda )\,d\lambda }   [in Watt]
Per una sorgente monocromatica di lunghezza d'onda {\displaystyle \lambda _{0}} non v'è distribuzione spettrale, ossia {\displaystyle \phi _{e}(\lambda )=P\ \delta (\lambda -\lambda _{0})} (dove {\displaystyle \delta } è la funzione delta di Dirac) e quindi {\displaystyle \phi _{v}=683\ P\ V(\lambda _{0})}.
Pertanto per una sorgente di luce verde di lunghezza d'onda 555 nm e potenza 1 W si avrà che i due integrali valgono 1 e il flusso luminoso è 683 lumen. Per una distribuzione spettrale su una gamma di più lunghezze d'onda - e anche su una distribuzione continua su un intervallo di lunghezze d'onda - il primo integrale è sempre minore del secondo e quindi si avrà che il flusso luminoso è minore di 683 × P. Nel caso di luce percepita come bianca, la relazione tra flusso luminoso e potenza luminosa dipende sia dalla tonalità di bianco, esprimibile come temperatura equivalente di corpo nero, che dalla sua qualità, quantificabile coll'indice di resa cromatica (abbreviato con CRI da Color Rendering Index). Per sorgenti con tonalità tra 2700 e 4000 kelvin con CRI di 80 il flusso luminoso può raggiungere valori massimi di 403-427 lm/W, mentre con CRI di 90 non può oltrepassare i 387-406 lm/W.
Il lumen non è da confondere con la dicitura Ansi Lumen, che rappresenta il risultato della misurazione del flusso luminoso nelle condizioni standard suggerite dall’American National Standards Institute.

## Differenza tra lux e lumen
Il lux e il lumen sono due diverse misure del flusso luminoso, ma mentre il lumen è una misura della "quantità di luce" attraverso una sfera unitaria (incentrata sulla sorgente), il lux è una misura relativa all'area illuminata piana tangente la porzione sferica. 1 lumen su un'area di 1 m² corrisponde a 1 lux, mentre lo stesso lumen concentrato in 1 cm² corrisponde a 10 000 lux.
La differenza tra lux e lumen riguarda la misurazione di diverse caratteristiche della luce. Ecco una spiegazione dei due termini:
Lumen (lm): Il lumen è un'unità di misura per il flusso luminoso, ovvero la quantità totale di luce emessa da una sorgente luminosa in tutte le direzioni. Rappresenta la quantità totale di energia luminosa prodotta dalla sorgente, indipendentemente da dove questa energia viene indirizzata. In sostanza, il lumen misura la "potenza" della sorgente di luce.
Lux (lx): Il lux è un'unità di misura dell'illuminamento, ovvero la quantità di luce che cade su una superficie specifica. Rappresenta l'intensità della luce che raggiunge una superficie in relazione alla sua area. In altre parole, il lux misura la "quantità" di luce che arriva a una determinata area.
Quindi, per riassumere, il lumen misura la quantità totale di luce emessa da una sorgente, mentre il lux misura l'illuminamento, ovvero la quantità di luce che raggiunge una superficie specifica. È possibile avere una fonte luminosa con un alto flusso luminoso in lumen, ma se questa luce viene diffusa su un'ampia area, l'illuminamento in lux su quella superficie potrebbe essere basso. D'altra parte, una sorgente luminosa con un flusso luminoso più basso potrebbe fornire un illuminamento più elevato se concentrata su una superficie più piccola.
In sintesi, il lumen è una misura del flusso luminoso totale, mentre il lux è una misura dell'illuminamento su una superficie specifica.
Infine il nit è l'unità di misura della luminanza, grandezza fisica ottica non appartenente al Sistema internazionale di unità di misura.